# Republicanos Independientes
Los Republicanos Independientes (en francés: Républicains Indépendants, RI) fueron una agrupación política liberal-conservadora francesa fundada en 1962, que se convirtió en partido político en 1966 con el nombre de Federación Nacional de Republicanos e Independientes (Fédération nationale des républicains et indépendants, FNRI). Su líder fue Valéry Giscard d'Estaing.

## Cuarta República
Se trataba inicialmente de un grupo de políticos franceses conservadores, que se reunieron durante la IV República, y cuya característica común era su negativa a participar en el Partido Republicano de la Libertad (PRL). Los Republicanos Independientes de esta época se adhirieron al Centro Nacional de Independientes y Campesinos (CNIC) en 1949.

## Quinta República
Una parte del CNIC, agrupada alrededor de Valéry Giscard d'Estaing, se escinde tras la moción de censura al gobierno de Georges Pompidou en 1962. Este Comité de Estudios y Unión de los Republicanos Independientes se constituye en Federación Nacional de Republicanos e Independientes (FNRI), en 1966, fuerza que apoyará a los gaullistas (UNR-UDT que luego pasó a ser UDR). La FNRI se convierte en Partido Republicano y Republicano Independiente (PRRI), y pasa a ser llamado Partido Republicano (PR) en 1977.
Los Jóvenes Republicanos Independientes (JRI), el Movimiento de Jóvenes Giscardianos (MJG) y luego Generación Social y Liberal (GSL, del que han sido responsables entre otros Jean-Pierre Raffarin y Patrick Poivre d'Arvor) han constituido los movimientos juveniles de los RI.

## Resultados electorales

#### Presidencial
| Elección | Candidato                | 1ª vuelta | 1ª vuelta | 2ª vuelta  | 2ª vuelta | Resultado |
| Elección | Candidato                | Votos     | %         | Votos      | %         | Resultado |
| -------- | ------------------------ | --------- | --------- | ---------- | --------- | --------- |
| 1974     | Valéry Giscard d'Estaing | 8,326,774 | 32.60     | 13,396,203 | 50.81     | Victoria  |

### Asamblea Nacional
| Elección | Líder                    | 1ª vuelta | 1ª vuelta | 2ª vuelta  | 2ª vuelta | Escaños | +/− | Gobierno             |
| Elección | Líder                    | Votos     | %         | Votos      | %         | Escaños | +/− | Gobierno             |
| -------- | ------------------------ | --------- | --------- | ---------- | --------- | ------- | --- | -------------------- |
| 1962     | Valéry Giscard d'Estaing | 1,089,348 | 5.94      | 1,444,666  | 9.46      | 27/491  | 27  | Mayoría presidencial |
| 1967     | Valéry Giscard d'Estaing | 8,448,082 | 37.73     | 7,972,908  | 42.60     | 42/491  | 15  | Mayoría presidencial |
| 1968     | Valéry Giscard d'Estaing | 9,667,532 | 43.65     | 6,762,170  | 46.39     | 61/491  | 19  | Mayoría presidencial |
| 1973     | Valéry Giscard d'Estaing | 8,242,661 | 34.68     | 10,701,135 | 45.62     | 55/491  | 6   | Mayoría presidencial |